# Merlebach
Merlebach est une ancienne commune française du département de la Moselle en région Grand Est. Elle est fusionnée à celle de Freyming depuis 1971.

## Géographie
Situé au nord-est de Freyming et à gauche de la Rosselle.

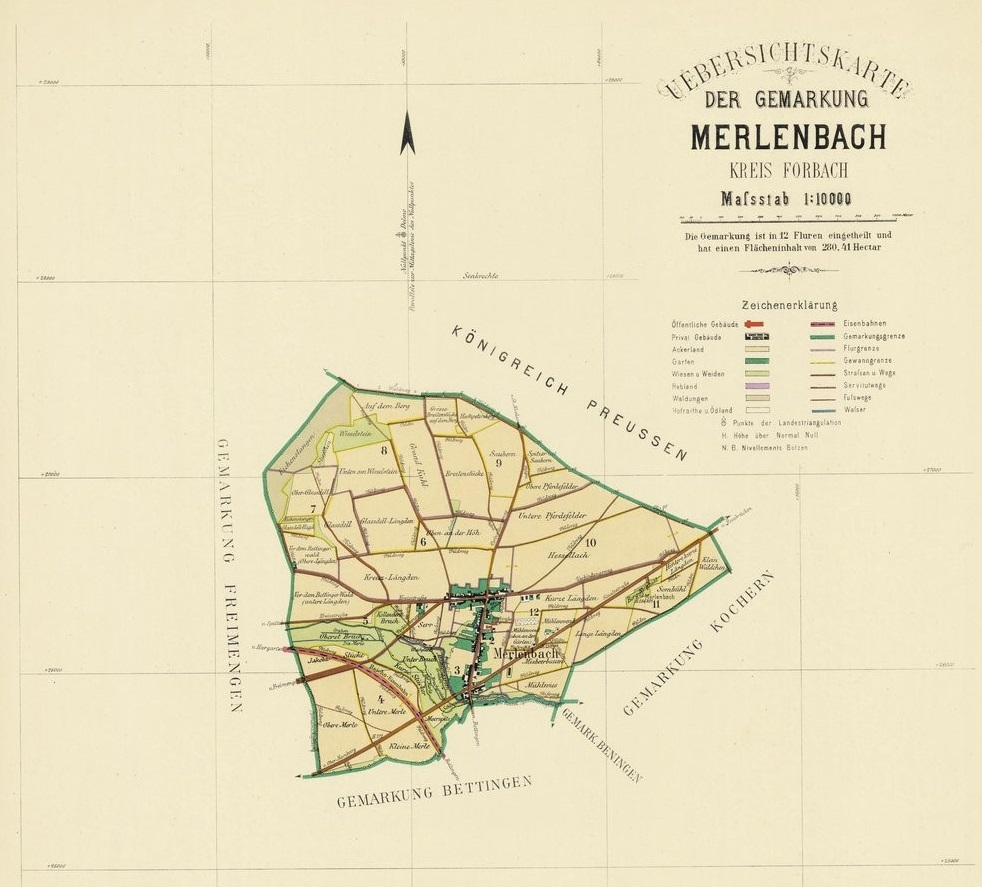
Plan cadastral de Merlebach en 1893.

## Toponymie
- En Francique lorrain: Merleboch.
- D'un nom de personne germanique Marlen + bach[1] "ruisseau".
- Anciennes mentions[2],[3] : Glashütt/Glasdelt (1590: reg. paroiss. de Merlebach), Merlebourg et Merlebach (1629), Merlenbach (1768), Merlebach (1793), Merlenbach (1801).

## Histoire
Village fondé vers 1590 par des verriers sur les défrichements de la forêt de Genweiler. Faisait partie de la terre et du marquisat de Faulquemont dans le bailliage de Boulay. Sa paroisse, fondée en 1629, a d'abord dépendu de l'archiprêtré de Saint-Avold, puis de Freyming.

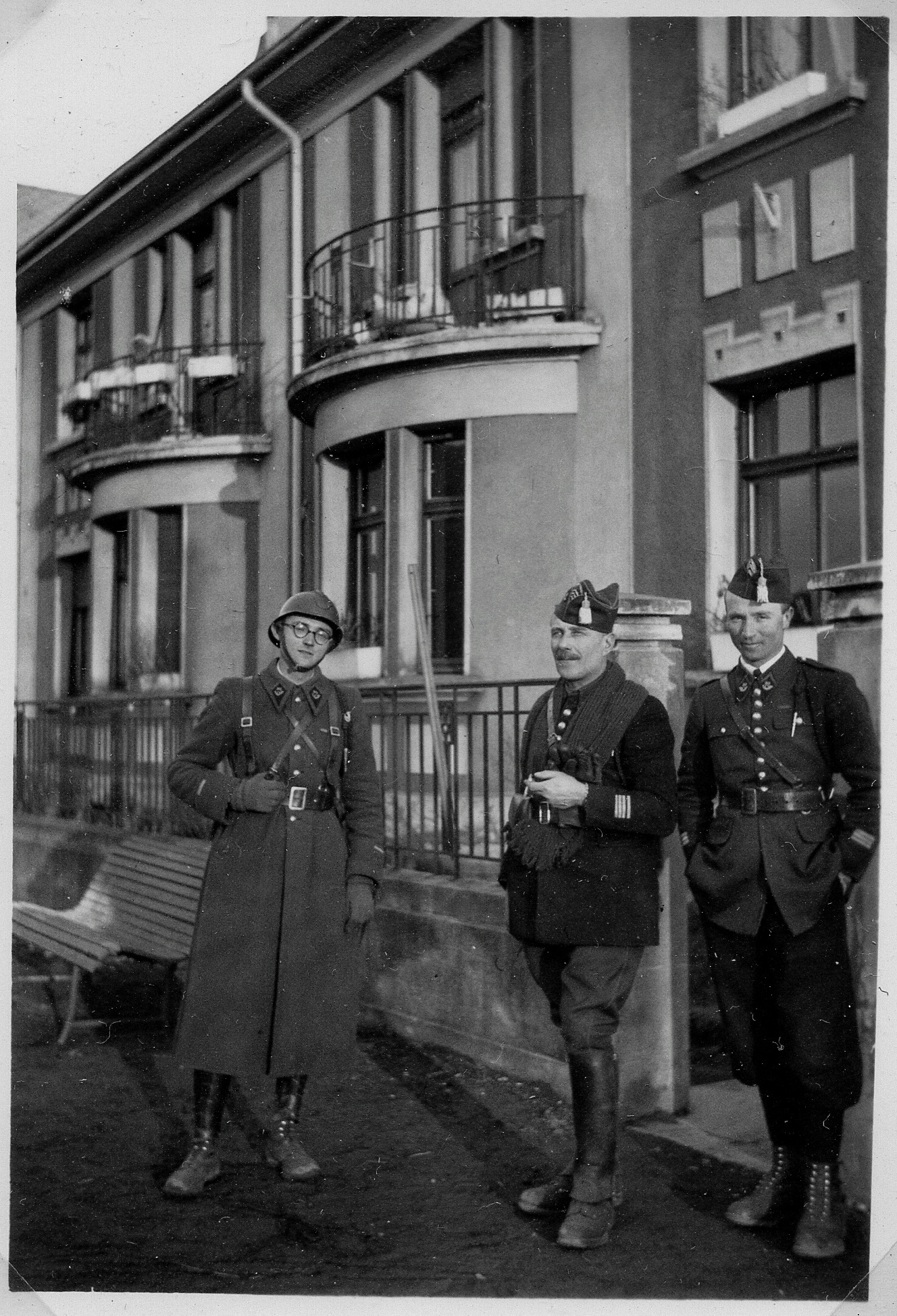
En 1940 village fortifié par l'armée française.

Faisait partie du canton de Forbach depuis 1790.
Lors de la grande grève des mineurs de 1948, réprimée sur ordre du ministre socialiste Jules Moch qui envoie des blindés en Lorraine, les CRS tuent à coups de crosse un gréviste de Merlebach, Jansek. C'est à ce moment-là que le slogan CRS-SS nait.
Le 15 février 1971, la commune de Merlebach est rattachée sous le régime de la fusion simple à celle de Freyming qui devient Freyming-Merlebach.

## Démographie
| 1793 | 1800 | 1806 | 1821 | 1836 | 1841 | 1861 | 1866 | 1872 |
| ---- | ---- | ---- | ---- | ---- | ---- | ---- | ---- | ---- |
| 370  | 384  | 427  | 465  | 677  | 661  | 840  | 782  | 639  |

| 1876 | 1881 | 1886 | 1891 | 1896 | 1901  | 1906  | 1911  | 1921  |
| ---- | ---- | ---- | ---- | ---- | ----- | ----- | ----- | ----- |
| 654  | 645  | 695  | 778  | 862  | 1 017 | 2 023 | 3 772 | 4 746 |

| 1926  | 1931  | 1936  | 1946  | 1954  | 1962  | 1968  | - | - |
| ----- | ----- | ----- | ----- | ----- | ----- | ----- | - | - |
| 7 040 | 8 447 | 7 915 | 8 287 | 8 937 | 8 715 | 7 892 | - | - |

## Sports
- Stade olympique de Merlebach

## Culture locale et patrimoine

### Lieux et monuments
- Église Notre Dame de la Nativité.

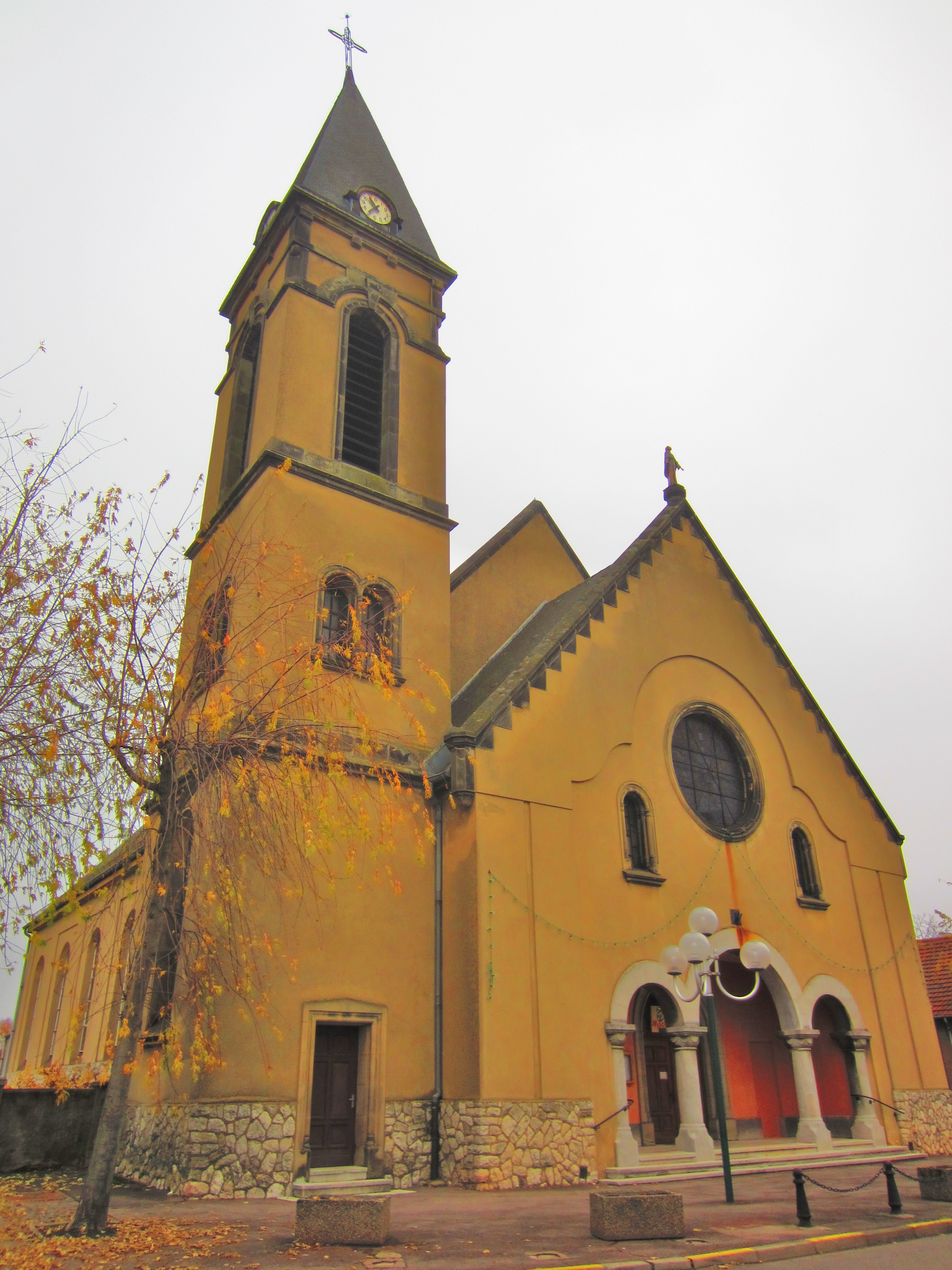
Église Saint-Joseph.
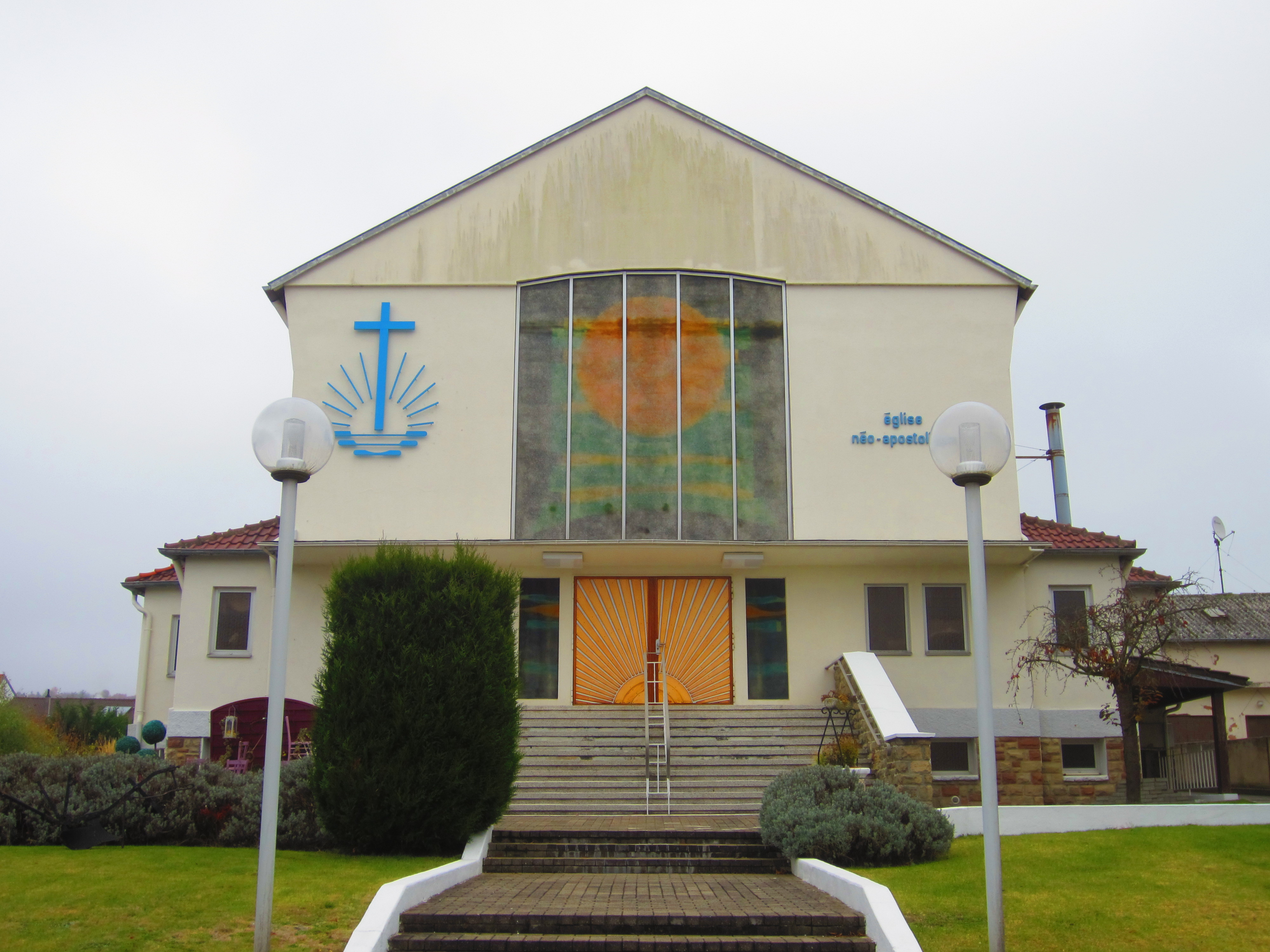
Église néo-apostolique.
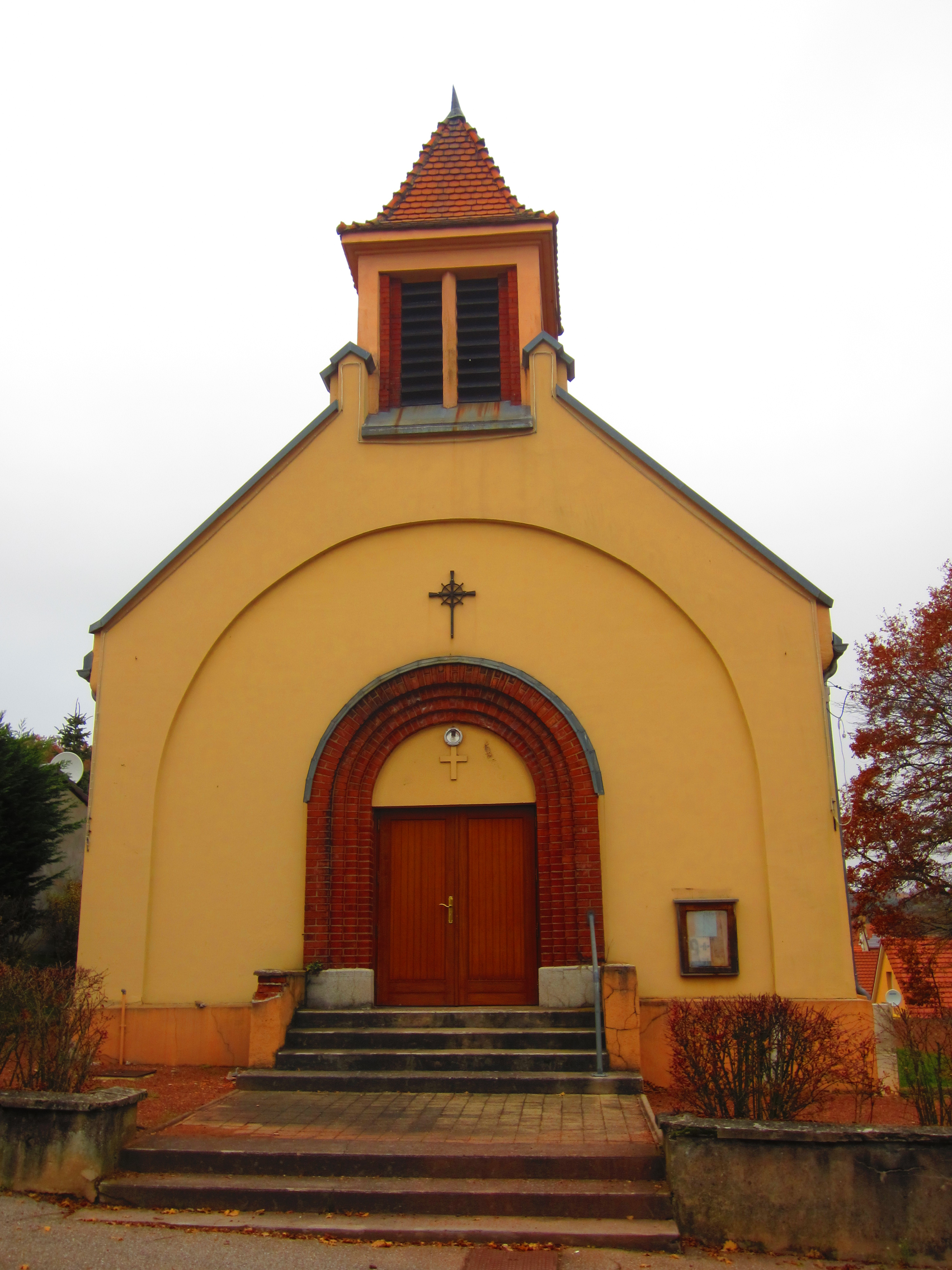
Église Notre-Dame-des-Mines.
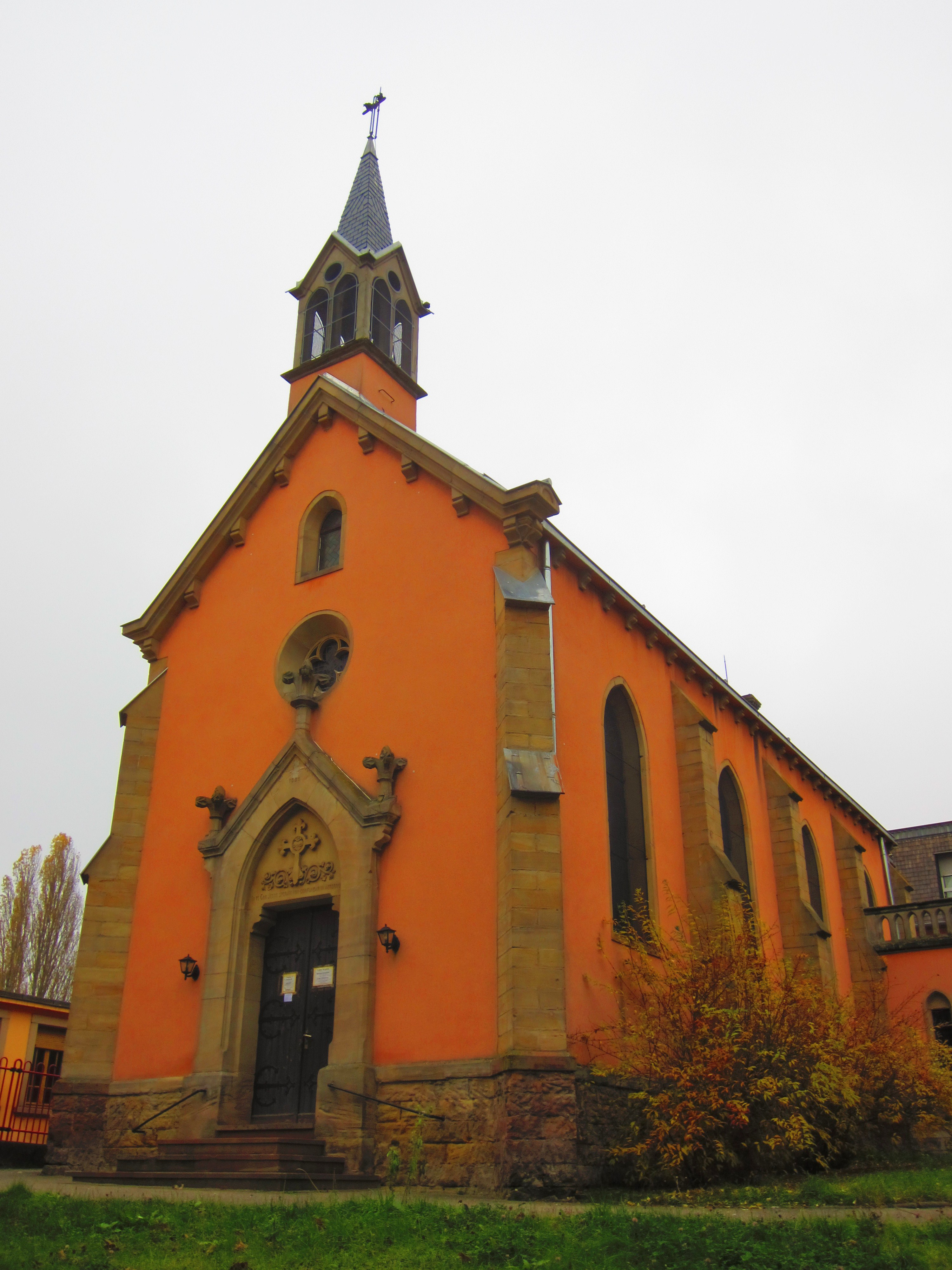
Chapelle Sainte-Élisabeth.

### Personnalités liées à la commune
- Jean-Pierre Conty (1917-1984), écrivain connu pour ses romans d'espionnage, né à Merlebach
- István Nyers (1924-2005), footballeur hongrois, né à Merlebach

### Héraldique
| Blason de Merlebach | Blason  | D'argent à la fasce ondée d'azur accompagnée en chef d'une lampe de mineur de sable, allumée de gueules et en pointe une roche de pourpre terrassée de sinople ; au franc-quartier d'or à la croix de gueules et au franc-quartier d'argent au lion de sable armé et lampassé de gueules et couronné d'or. |
| Blason de Merlebach | Détails | |